# Gastrochilus distichus
Gastrochilus distichus es una especie de orquídea que se encuentra en Asia.

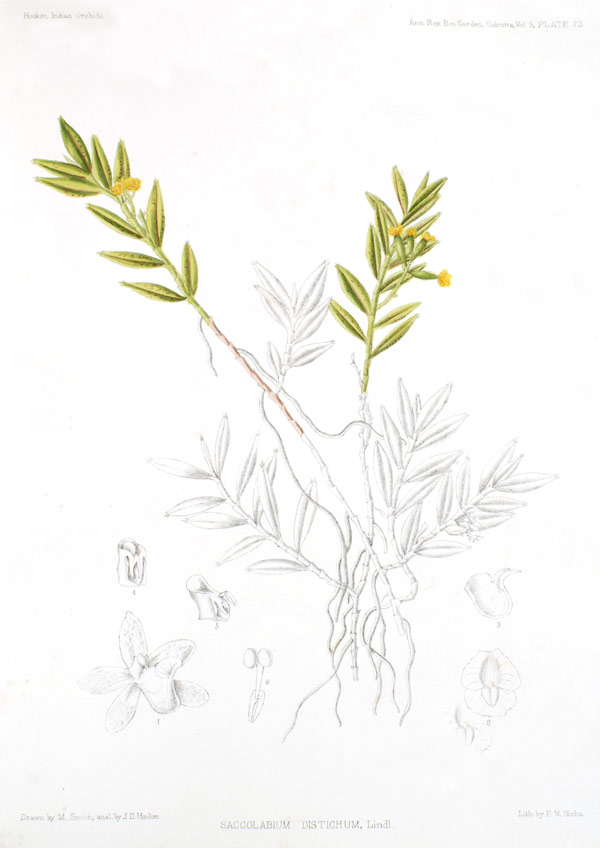
Ilustración

## Descripción
Es una planta pequeña de tamaño, que prefiere el clima fresco a frío, de hábito epifita colgante con tallos delgados, agrupados, colgantes, ramificados envueltos en vainas de apoyo y con varias hojas acuminadas, dísticas, estrechamente lanceoladas, carnosas, y sésiles. Florece en la primavera en una inflorescencia glabra, delgada, racemosa, con 2 a 4 flores, más o menos sigmoides y con 2 brácteas lanceoladas, distantes, basales tubulares y brácteas florales oblongas, subagudas.

## Distribución y hábitat
Se encuentra en el este del Himalaya, Nepal y China, a la sombra de los árboles cubiertos de musgo en las selvas densas en elevaciones de 1520 a 2700 metros. como un tamaño pequeño, fresco a frío, epifita 

## Taxonomía
Gastrochilus distichus fue descrita por (Lindl.) Kuntze y publicado en Revisio Generum Plantarum 2: 661. 1891.
Etimología
Gastrochilus, (abreviado Gchls.): nombre genérico que deriva de la latinización de dos palabras griegas: γαστήρ, γαστρός (Gast, gasterópodos), que significa "matriz" y χειλος (Kheili), que significa "labio", refiriéndose a la forma globosa del labio.
distichus: epíteto latino que significa "con dos filas".
sinonimia
- Saccolabium distichum Lindl. (basónimo)
- Gastrochilus biglandulosus Kuntze[3][4]